# ماركو أبيكيلا
ماركو أبيكيلا (بالإيطالية: Marco Apicella)‏ مواليد 7 أكتوبر 1965 في إيطاليا، هو سائق فورملا 1 إيطالي بدأ مسيرته الاحترافية سنة 1993. كان أول سباق له هو جائزة إيطاليا الكبرى 1993.

## سباقات شارك فيها
- لو مان 24 ساعة
- سوبر فورمولا

## روابط خارجية
- ماركو أبيكيلا على موقع DriverDB.com (الإنجليزية)
- ماركو أبيكيلا على موقع CONI honoured athlete website (الإيطالية)